# Vicente Alexandre de Tovar
Vicente Alexandre de Tovar (* 1. April 1744 in Salvador; † 8. Oktober 1808) war ein brasilianischer Geistlicher und römisch-katholischer Prälat von Goiás.

## Leben
Vicente Alexandre de Tovar empfing am 13. Juni 1767 das Sakrament der Priesterweihe.
Am 20. Juni 1803 ernannte ihn Papst Pius VII. zum Titularbischof von Titiopolis und zum Prälaten von Goiás. Der Apostolische Nuntius in Portugal, Erzbischof Lorenzo Caleppi, spendete ihm am 28. August desselben Jahres die Bischofsweihe; Mitkonsekratoren waren der emeritierte Bischof von Macau, Marcelino José da Silva, und der Bischof von Angola und Congo, Joaquim Maria Mascarenhas Castello Branco.